# Pilar Bayer i Isant
Pilar Bayer i Isant (Barcelona, 13 de febrer de 1946) és una matemàtica i algebrista catalana, especialitzada en la teoria de nombres, catedràtica emèrita de la Universitat de Barcelona.

## Formació i trajectòria
Va compaginar estudis de música i de matemàtiques. El 1967 va obtenir el títol de professora de piano pel Conservatori Superior Municipal de Música de Barcelona i l'any següent va llicenciar-se en matemàtiques a la Universitat de Barcelona, on el 1975 es va doctorar amb la tesi Extensiones maximales de un cuerpo global en las que un divisor primo descompone completamente.
Ha estat catedràtica d'àlgebra de la Universitat de Barcelona des de 1981 fins a la jubilació. Abans havia estat professora agregada a la Universitat de Santander durant dos anys i professora assistent a la Universitat de Ratisbona, a Alemanya, de 1977 a 1980. Durant la seva estada a Alemanya va especialitzar-se en la teoria de nombres, que ha estat el seu principal camp de recerca des d'aleshores.
Ha creat un important grup de recerca en teoria de nombres. Les seves publicacions versen sobre funcions zeta, formes automorfes, el problema invers de la teoria de Galois, equacions diofàntiques i corbes de Shimura. És acadèmica de la Reial Acadèmia de Ciències i Arts de Barcelona des de 2001, de la Reial Acadèmia de Doctors de Catalunya des de 1996, i és membre de l'Institut d'Estudis Catalans, des de 2001. El 1998 va rebre la Medalla Narcís Monturiol al mèrit científic i tecnològic de la Generalitat de Catalunya. El 2004 fou nomenada Emmy-Noether-Professorin de la Georg-August-Universität Göttingen. El mateix any fou escollida acadèmica de la Reial Acadèmia de Ciències Exactes, Físiques i Naturals, i hi va ingressar el 2010 amb el discurs Antecedentes y evolución de la teoría de la multiplicación compleja.

## Premis i reconeixements
- 1998 - Medalla Narcís Monturiol al mèrit científic i tecnològic, atorgada per la Generalitat de Catalunya.[8]
- 2013 - Premi Crítica Serra d'Or de Recerca.[7]
- 2015 - Medalla de la Dona, que concedeix el Consell de les Dones del districte de Sarrià-Sant Gervasi de Barcelona.[11]
- 2015 - Medalla d'Honor de la Xarxa Vives d'Universitats.[12]
- 2022 - Medalla de la Reial Societat Matemàtica Espanyola, juntament amb Carlos Andradas i Luis Narváez.[13]
- 2024 - Creu de Sant Jordi.[14]

## Selecció d'obres i publicacions[a]
- Alsina i Aubach, Montserrat, and Bayer i Isant, Pilar. Quaternion Orders, Quadratic Forms, and Shimura Curves (en anglès). American Mathematical Society, 2004. ISBN 0821833596
- Bayer i Isant, Pilar, et al. Arrels germàniques de la matemàtica contemporània : amb una antologia de textos matemàtics de 1850 a 1950. Institut d’Estudis Catalans, Secció de Ciències i Tecnologia, 2012.ISBN 9788499651194
- Bayer i Isant, Pilar, i López Pellicer, Manuel. Antecedentes y evolución de la teoría de la multiplicación compleja (en castellà). Real Academia de Ciencias Exactas, Físicas y Naturales, 2010.ISBN 9788487125485
- Bayer i Isant, Pilar, and García Vallès, Ricard. Els Sòlids platònics. Barcelona: Reial Acadèmia de Doctors, 1996.
- Bayer i Isant, Pilar. Ensenyar matemàtiques, aprendre matemàtiques : variacions sobre un tema de Felix Klein. Universitat de Barcelona, 2007.
- Bayer i Isant, Pilar, et al. [Groupe des représentations de M12’] comme groupe de Galois sur [phi] (en francès). Universitat de Barcelona, Facultat de Matemàtiques, 1986.
- Bayer i Isant, Pilar, et al. Problemes d’àlgebra. Barcelona: Universitat de Barcelona, 1990.ISBN 8478753613
- Bayer i Isant, Pilar. Values of the Iwasawa L-functions at the point s=1 (en anglès). Birkhauser-Verlag, 1979.
- Bayer i Isant, Pilar. «Arithmetical problems in number fields, abelian varieties and modular forms» (en anglès). Contributions to science, , vol. 1, núm. 2, 2000, pàg. 125-145. Disponible a: Revistes Catalanes amb Accés Obert (RACO)
- Bayer i Isant, Pilar. «Les Contribucions de Poincaré a l’aritmètica». Butlletí de la Societat Catalana de Matemàtiques, vol. 21, núm. 1, juliol 2006, pàg. 5 - 38. Disponible a: Revistes Catalanes amb Accés Obert (RACO)
- Bayer i Isant, Pilar. «Formas cuadráticas sobre cuerpos totalmente p-ácidos» (en castellà), Publicacions Matemàtiques, vol. 3, núm. 1, 1976, pàg. 1-15. Disponible a: Publicacions Matemàtiques de la Universitat Autònoma de Barcelona
- Bayer i Isant, Pilar. «Monstres, cordes, fantasmes i clars de lluna». Butlletí de la Societat Catalana de Matemàtiques, vol. 14, núm. 1,1999, pàg. 9-30. Disponible a: Revistes Catalanes amb Accés Obert (RACO)
- Bayer i Isant, Pilar. «Triangles rectangles de costats racionals». Butlletí de la Societat Catalana de Matemàtiques, vol. 1, 1987, p. 22-23. Disponible a: Dipòsit Digital de la Universitat de Barcelona